# Jug-eodo joh-a
Jug-eodo joh-a (죽어도 좋아?; lett. "Felice che tu crepi"), nota anche con il titolo internazionale in lingua inglese Feel Good to Die (lett. "Sto bene da morire"), è una serie televisiva sudcoreana del 2018.

## Trama
Bae Jin-sang è un capogruppo estremamente altezzoso, arrogante e con la mania per la precisione, che peraltro tende a essere inflessibile con tutti i propri sottoposti. Un giorno, presa dalla rabbia, la sua assistente Lee Roo-da gli urla «Crepa!», cosa che poco dopo accade. Il giorno seguente, la giovane scopre di essere entrata in un misterioso anello temporale: le sue giornate potranno andare avanti solo se né lei, né nessun altro, desidereranno in alcun modo la morte di Bae Jin-sang. Lee Roo-da prova così a rendere più "umano" il superiore e a trasformarlo in una persona migliore.